# Baggerschiff

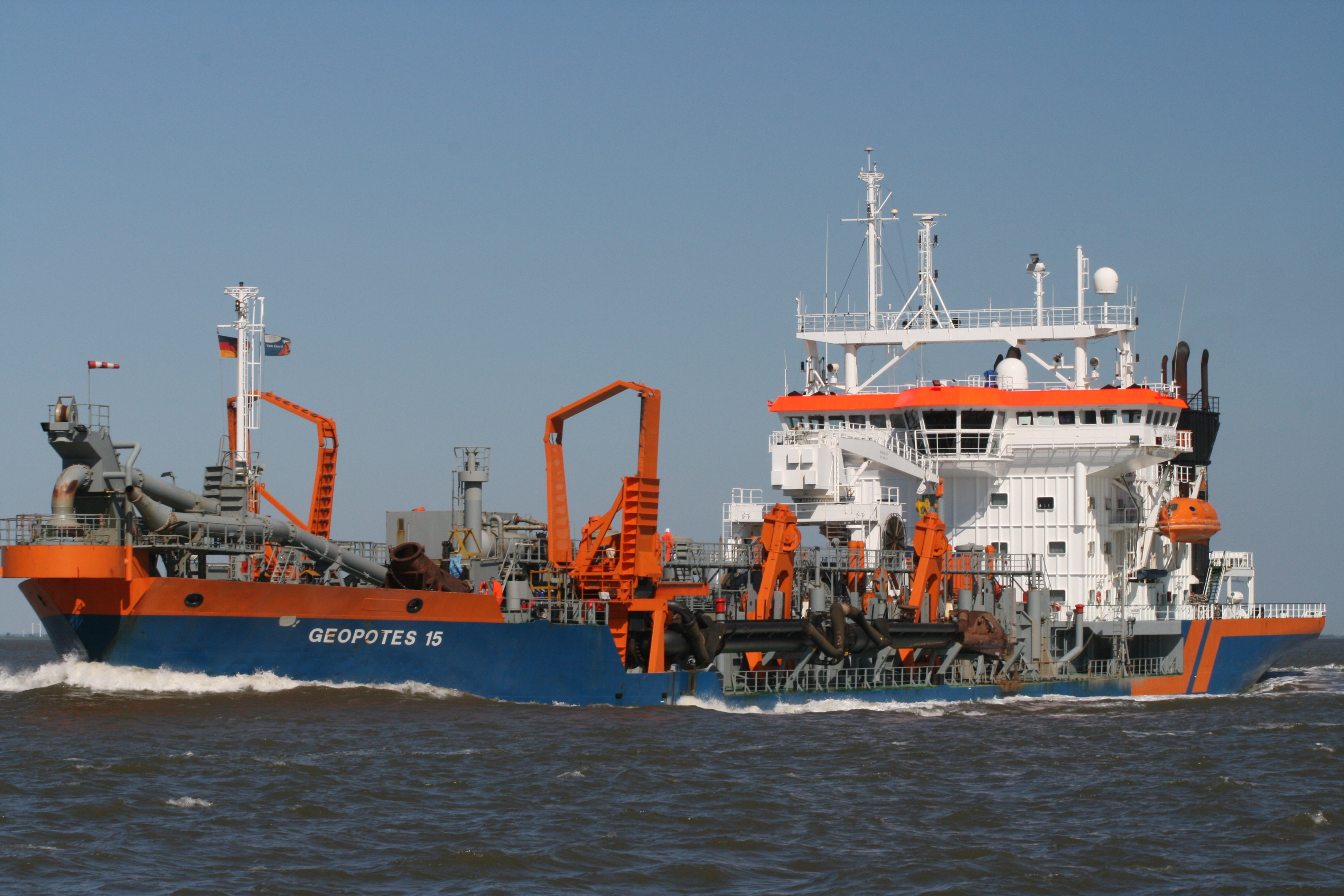
Laderaumsaugbagger Geopotes 15 vollbeladen elbabwärts vor Cuxhaven

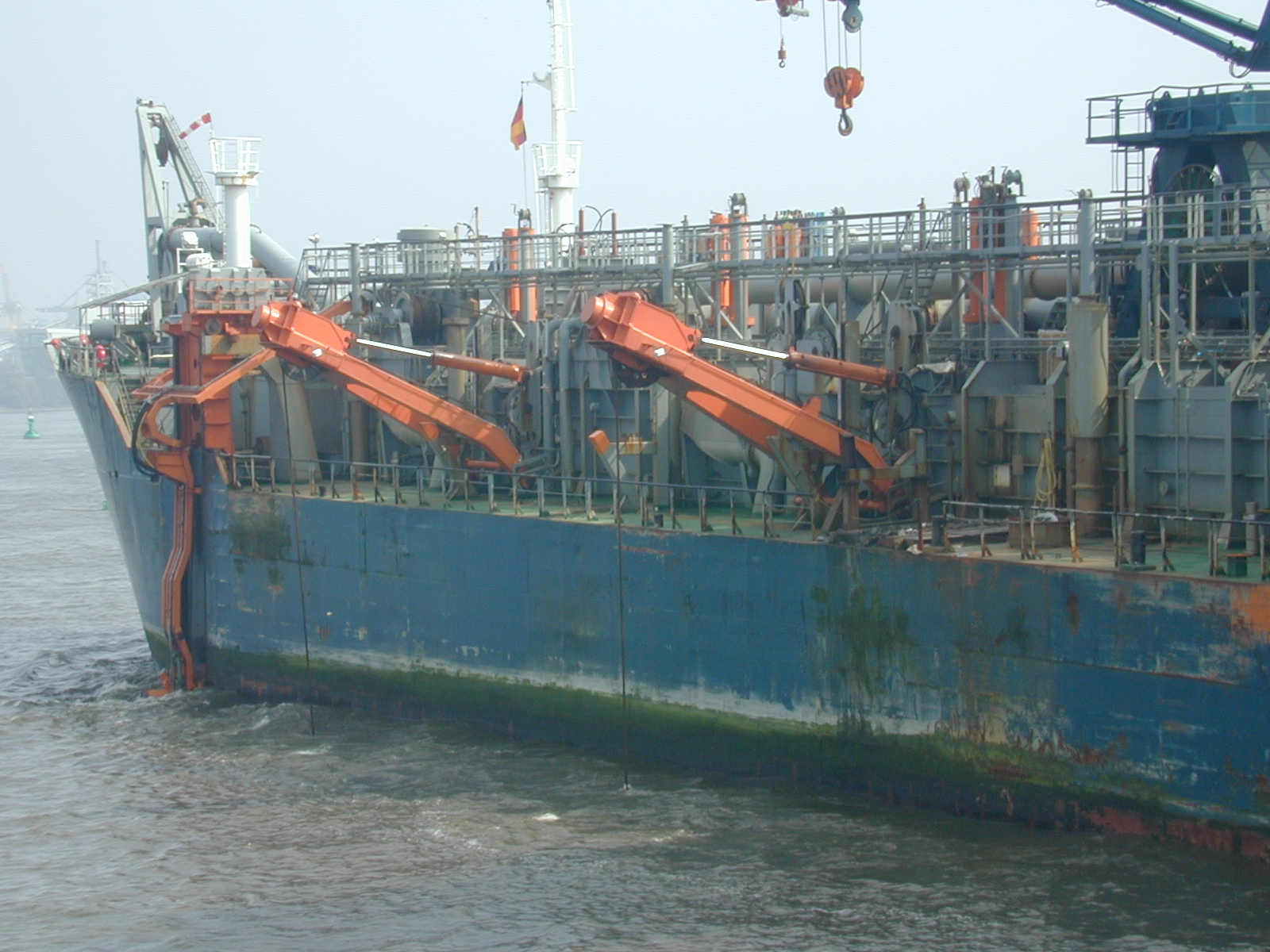
Laderaumsaugbagger „Geopotes 14“

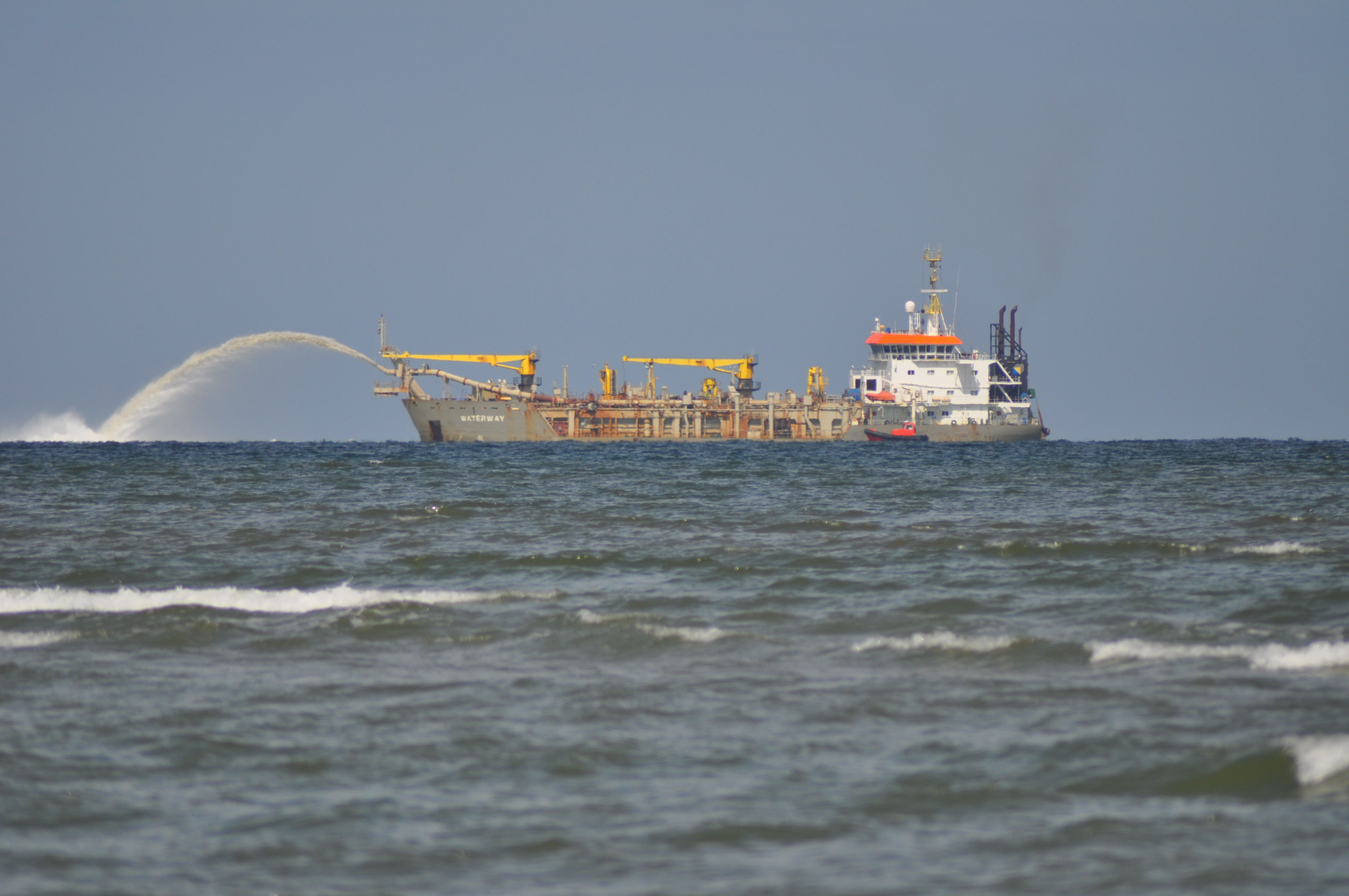
Laderaumsaugbagger Waterway bei der Entleerung des Laderaums im Rainbowverfahren vor Ameland.

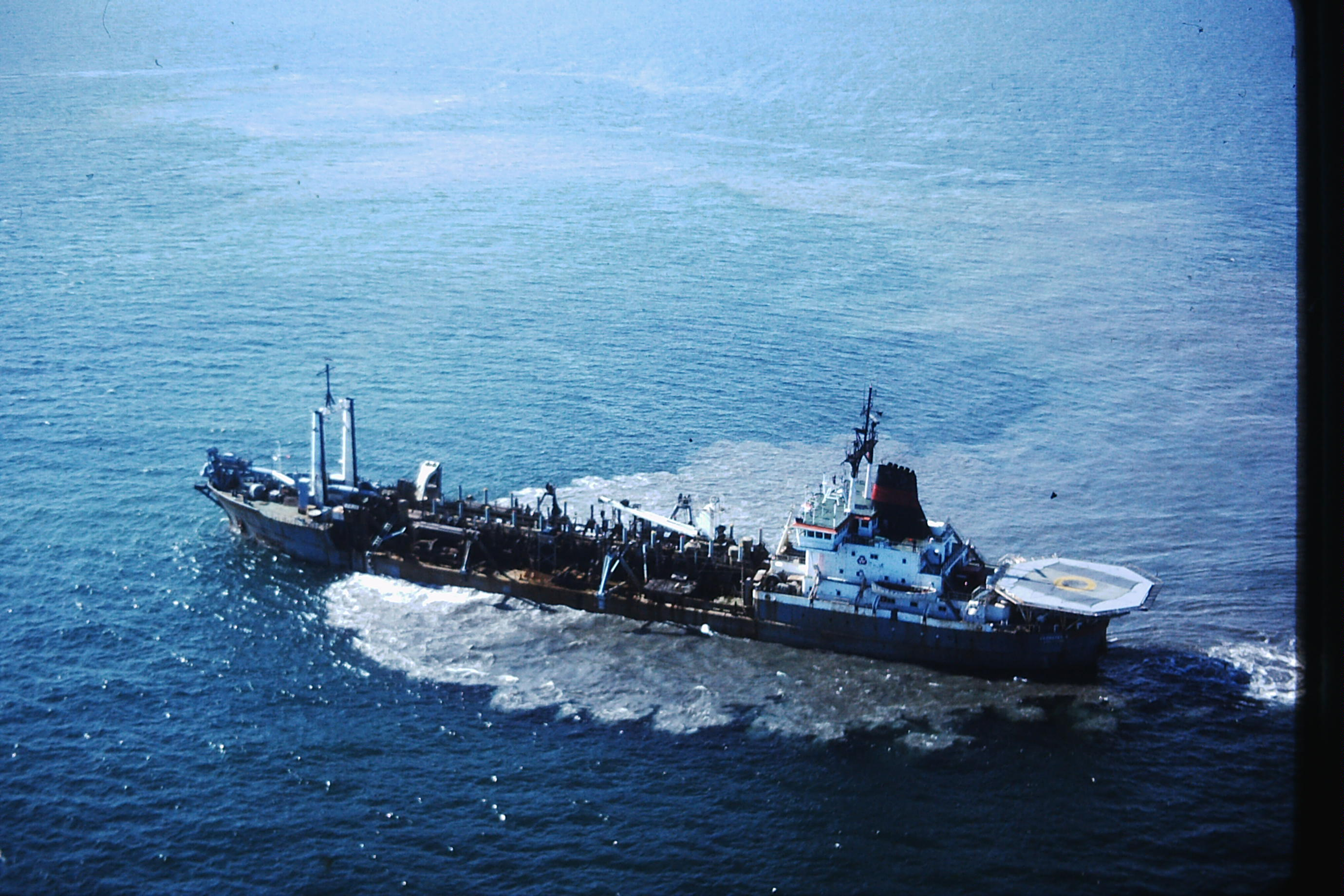
Laderaumsaugbagger in Aktion, Beaufort Sea vor Tuktoyaktuk, September 1987

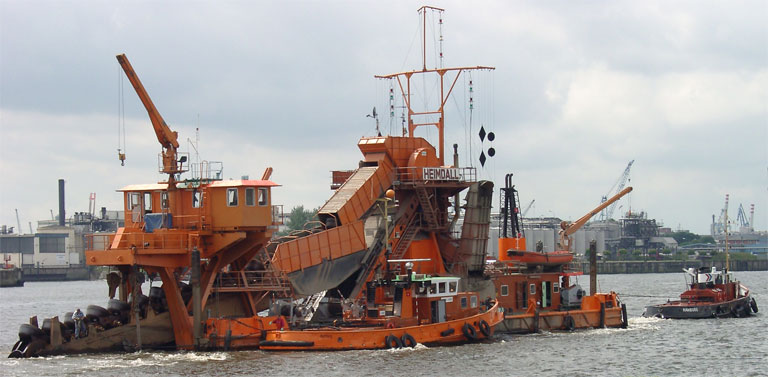
Eimerkettenbagger Heimdall der Hamburg Port Authority

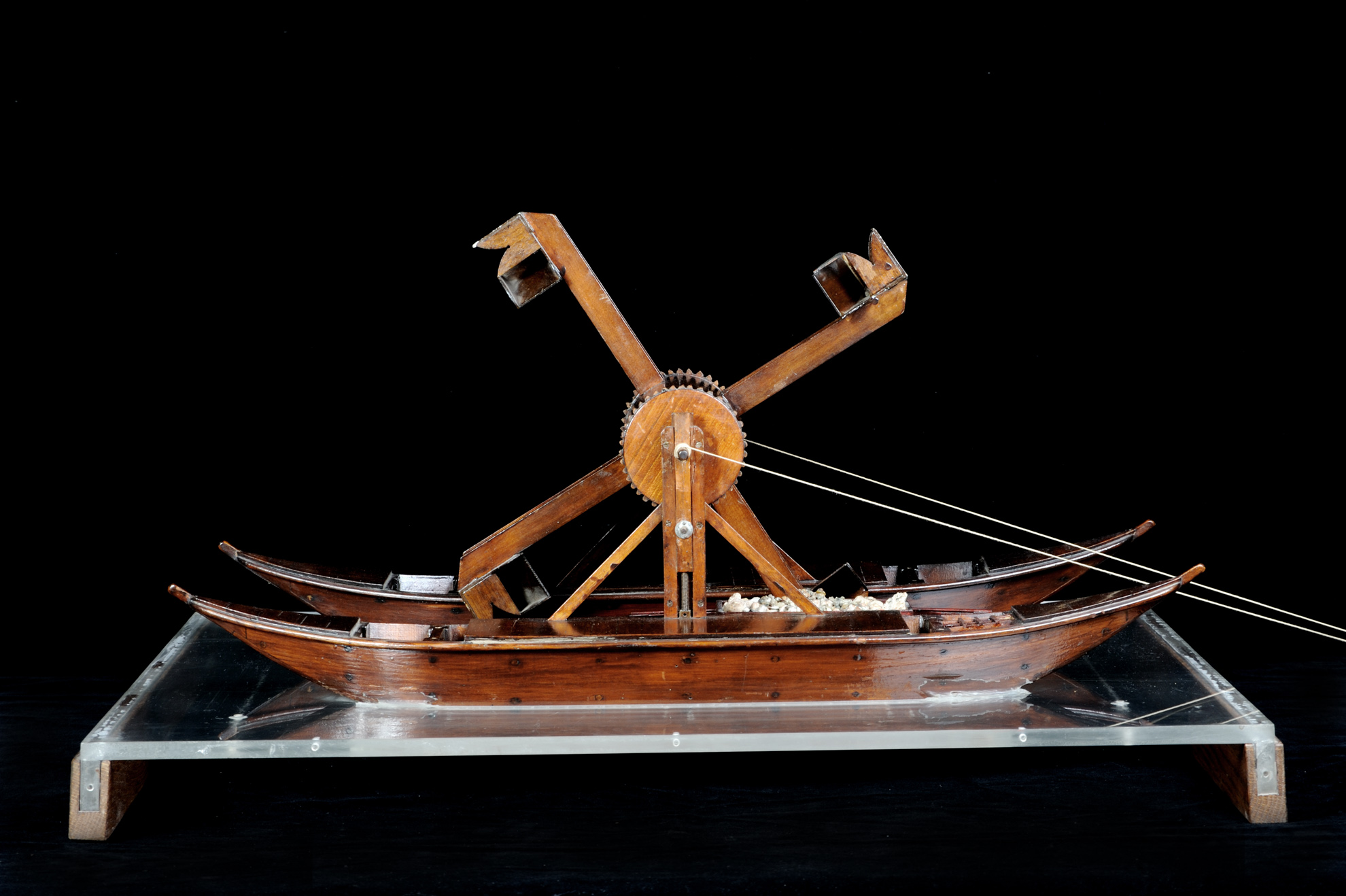
Die Rekonstruktion des Schwimmbaggers von Leonardo da Vinci (Manuskript E, folio 75 v.), ausgestellt im Museo Nazionale della Scienza e della Tecnologia „Leonardo da Vinci“, Mailand.

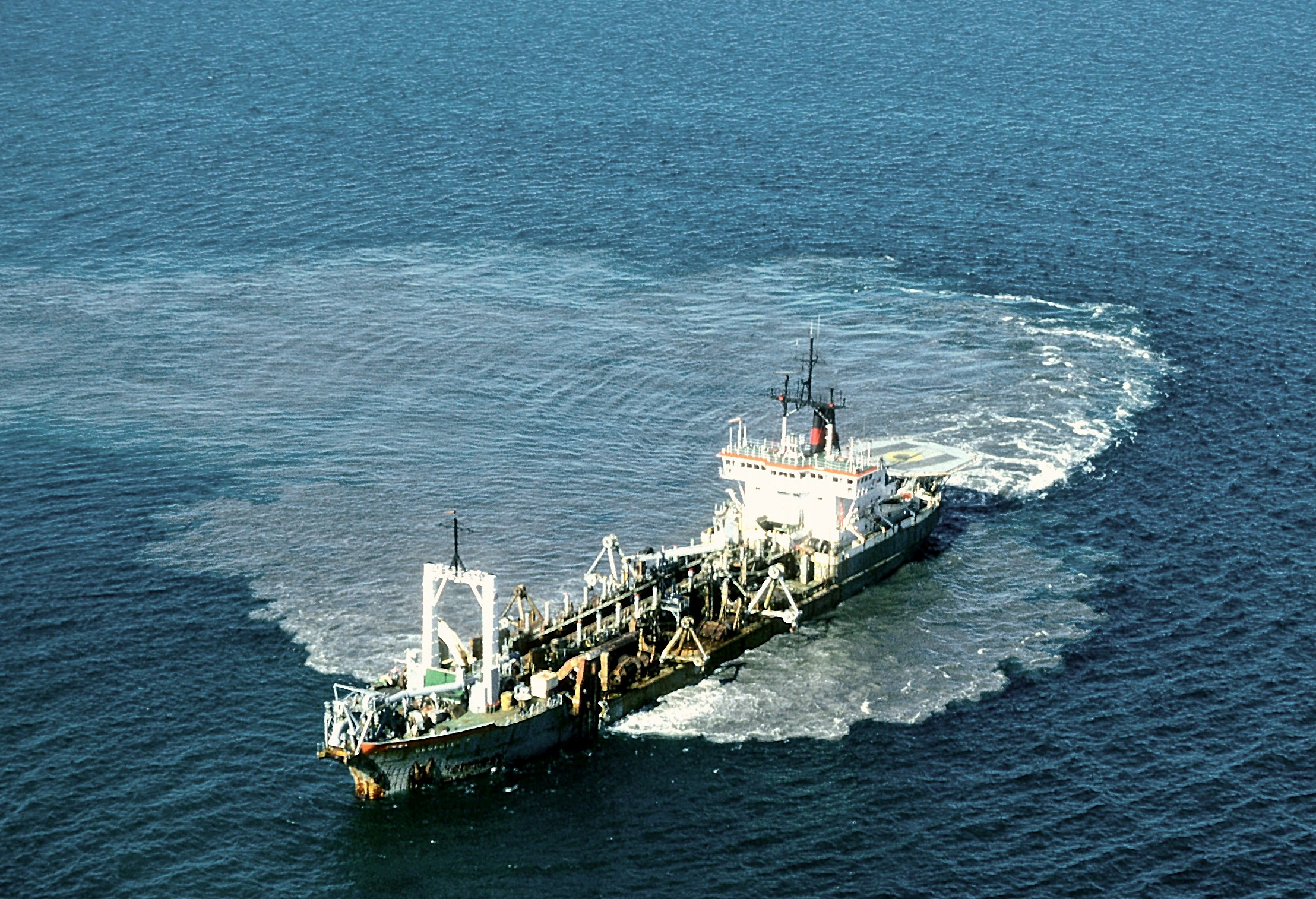
Laderaumsaugbagger eingesetzt zum Bau künstlicher Inseln für die Erdölprospektion in der Beaufort Sea

Ein Baggerschiff, auch Schwimmbagger, ist ein Wasserbaufahrzeug, das eine besondere Ausrüstung zum Ausbaggern von Häfen, Flussmündungen, Meeresbuchten oder Ähnlichem besitzt. Gebräuchlich ist wie oft im Bereich der Schifffahrt der englische Ausdruck Dredger.

## Hintergrund
Unterschieden wird zwischen der Herstellungsbaggerung wie beispielsweise der Elbvertiefung und der ständig erforderlichen Unterhaltungsbaggerung. Dieses Ausbaggern ist in Mündungen von vielen Flüssen wiederholt notwendig, da diese Gewässer Sedimente absetzen, die zu Untiefen führen, welche die Schifffahrt beeinträchtigen können.
Auch zur Gewinnung von Massenrohstoffen, z. B. in Kies- und Sandwerken, werden Schwimmbagger eingesetzt, wenn das Trockenlegen des Abbaugebietes nicht möglich ist (Baggersee). Ähnlich erfolgt die Gewinnung von Bodenschätzen (Metalle/Erze, Mineralien, Schmucksteine, …) aus Seifenlagerstätten, z. B. mit Goldbaggern.
Eine weitere Einsatzmöglichkeit ist die Gewinnung von Sand vom Meeresboden zwecks Aufspülung, das heißt im Rahmen der Landgewinnung für Flughäfen oder Baugebieten oder zur Anlegung von Häfen.

## Baggerverfahren und -betrieb
Unterschieden werden in der Nassbaggerei Eimerkettenbagger, Schneidkopf- und Schneidradsaugbagger und Saugbagger, sowie für kleinere Arbeiten auch auf Schiffen oder antriebslosen Kähnen oder Pontons verankerte Seil- oder Hydraulikbagger mit Greiferschaufel. Die Saugbagger haben die Eimerkettenbagger aufgrund ihrer hohen Leistungsfähigkeit, einfacherer Technik und besserer Arbeitsergebnisse weitgehend verdrängt. Eimerkettenbagger werden heute nur in besonderen Situationen, wie zum Beispiel zum Lösen sehr fester Bodenarten wie Mergel, und vorwiegend auf Flüssen, Kanälen und in Häfen eingesetzt. Bei den Saugbaggern werden Cutterbagger und Hopperbagger unterschieden. Moderne Baggerschiffe sind mit leistungsstarken Saug- und Pumpanlagen versehen, wie die Vasco da Gama. Sie können das Baggergut auf verschiedene Weise weiterfördern und verfügen meist über eigene Laderäume oder werden von Schuten (oft Klappschuten) begleitet, die das Baggergut zum Bestimmungsort transportieren.
Weltweit sind rund 1200 Schwimmbagger im Einsatz. Sie teilen sich (überschlägig) auf in 40 % Hopperbagger, 30 % Schneidkopf- sowie Schneidradsaugbagger, 20 % Löffelbagger und auf die restlichen Bauarten entfallen etwa 10 %.
Wenn das Baggergut durch menschliche Aktivität wie Industrie, Landwirtschaft und Kanalisationen stark verschmutzt ist, kann es nicht in offenen Gewässern verklappt werden, sondern wird gereinigt, beispielsweise in Hamburg oder in eigens dafür gebauten Entsorgungsbecken (beispielsweise vor der niederländischen Küste vor Rotterdam) oder auch an Land deponiert. Insbesondere für küstennahe Saugbaggereinsätze werden an Land Spülfelder eingerichtet, auf die die abgesaugte Sand-Wasser-Suspension über Rohrleitungen gespült wird. Auch im Deichbau in Sandkerndeichen oder zur Aufhöhung von Hafenbetriebsflächen hat das Baggergut oft Verwendung gefunden.

## Betreibergesellschaften
Eingesetzt werden Baggerschiffe unter anderem vom Unternehmen Royal Boskalis Westminster, das weltweit etwa 300 Baggerschiffe betreibt und zu dessen Hauptkonkurrenten die belgische Dredging International N.V. und die niederländischen Unternehmen Van Oord sowie Volker Stevin Marine Contracting (VSMC) und die luxemburgische Jan de Nul Group (mit niederländischen Wurzeln) zu zählen sind.